# Вальмоден-Гимборн, Людвиг фон
Рейхсграф Людвиг Георг фон Вальмоден-Гимборн (нем. Ludwig von Wallmoden-Gimborn; 6 февраля 1779, Вена — 22 марта 1862, там же) — австрийский и русский генерал, участник Революционных и Наполеоновских войн.

## Биография
Сын ганноверского главнокомандующего Иоганна Людвига фон Вальмодена, внук Георга II, короля Великобритании, и его официальной фаворитки  Амалии фон Вальмоден; шурин премьер-министра Пруссии Генриха фон Штейна. 
Начал службу в ганноверской армии, а в 1790 году перешёл в прусские войска. Участвовал в сражении при Кайзерслаутерне. После заключения Базельского мира перешел в австрийский гусарский полк. К 1807 году дослужился до чина австрийского генерал-майора и получил бригаду в корпусе Кленау. В 1809 году участвовал в сражении при Ваграме, где захватил 9 орудий. После этого командовал дивизией.
В 1813 году перешёл на русскую службу, командовал российско-немецким легионом и другими союзными войсками в северной Германии, против маршала Даву и датчан. 4 (16) сентября одержал победу над французской дивизией Пешё при Гёрде. Защищал Мекленбург. 10 (22) декабря потерпел поражение от датчан при Зеэштедте.
21 сентября 1813 года награждён орденом Святого Георгия 3-го кл. № 322 
В воздаяние отличной храбрости, мужества и распорядительности, оказанных при поражении французских войск в сражении 4 сентября при Гёрде.
17 мая 1815 года уволился из русских войск и вернулся на австрийскую службу.
B 1848 году участвовал, под командой графа Радецкого, в итальянской кампании.